# Gmina Majdan Królewski
Die Gmina Majdan Królewski ist eine Landgemeinde im Powiat Kolbuszowski der Woiwodschaft Karpatenvorland in Polen. Ihr Sitz ist das gleichnamige Dorf mit etwa 2700 Einwohnern.

## Gliederung
Zur Landgemeinde (gmina wiejska) Majdan Królewski gehören folgende sieben Ortschaften mit einem Schulzenamt:
Majdan Królewski
Komorów
Huta Komorowska
Brzostowa Góra
Wola Rusinowska
Rusinów
Krzątka